# Projeto de nave espacial tripulada iraniana
O projeto de nave espacial tripulada iraniana é uma proposta do Instituto de Pesquisa Aeroespacial Iraniano do Centro de Pesquisa Espacial Iraniano (ISRC) para colocar um astronauta no espaço nos próximos anos. Os detalhes do projeto foi publicado pelo instituto em sua publicação de fevereiro de 2015. A mock up da nave espacial foi exibida em 17 de fevereiro de 2015 durante a cerimônia do dia nacional do espaço do Irã. O chefe do instituto anunciou que a nave espacial será lançada ao espaço em cerca de um ano. O presidente iraniano e vários dos ministros estavam presentes na inauguração e na cerimônia.
A nave espacial vai levar um único astronauta a uma altura 175 quilômetros e devolvê-lo à Terra. A nave espacial é projetada sob o nome de código do projeto "Classe E Kavoshgar". Os principais módulos incluem o adaptador de lançador, nave espacial, e o sistema de cancelamento de lançamento.